# Береговая улица (Мелитополь)
Береговая улица (укр. Берегова вулиця) — улица Мелитополя. Расположена к востоку от проспекта Богдана Хмельницкого вдоль Песчанского ручья на границе района Песчаное. Застроена частными домами.
Территория улицы была занята огородами с 1860-х годов, в 1839 году вошла в состав города, а сама улица была прорезана в 1958 году.

## Расположение
Береговая улица начинается от проспекта Богдана Хмельницкого и идёт на восток параллельно улице Михаила Оратовского, заканчиваясь тупиком. Соединена с улицей Михаила Оратовского четырьмя проездами. Первый является частью переулка Михаила Оратовского, третий относится к улице Станиславского, второй и четвёртый безымянны. Четвёртый проезд находится в 80 метрах от тупика в конце улицы. Проезд по улице Станиславского начинается от школы № 8 на улице Оратовского, пересекает Береговую улицу, по пешеходному мосту пересекает Песчанский ручей и выходит на улицу Дружбы.
|                     |                                         |
| тупик в конце улицы | вид с улицы на долину Песчанского ручья |

## История
Около 1860 года территория улицы ещё была незаселена,
но к 1865 году часть улицы уже была занята огородами нынешней улицы Калинина
.
Эта территория вошла в село Песчаное, которое впервые упоминается как отдельный населённый пункт в 1862 году. В 1939 году село было присоединено к Мелитополю. На месте Береговой улицы в это время по-прежнему были огороды домов по улице Калинина и пустыри.
19 мая 1958 года на заседании горисполкома был принят проект прорезки и наименования Береговой улицы. Она стала первой улицей на Песчаном, прорезанной на месте просторных огородов бывшего села. Годом позже улицы на месте огородов стали прокладываться и в других частях района.

## Название
Улица названа Береговой из-за того, что расположена вдоль берега Песчанского ручья, являющегося границей между районом Песчаное и центром города.

## Инфраструктура и объекты
Улица застроена одноэтажными домами. Покрытие большей частью грунтовое, за исключением заасфальтированного участка в начале улицы со стороны проспекта. На улице проложен водопровод, установлены водоразборные колонки. Из-за расположения на склоне долины Песчанского ручья дворы на нечётной стороне заметно уходят вниз, а на чётной — вверх.
|           |  |
| жилой дом |  |

За рядом домов на Береговой улице, в долине Песчанского ручья, расположены гаражи.

## Экология
В 2010-х годах жители улицы регулярно жаловались на неприятный запах со стороны Песчанской балки. Возможными причинами называли стоки КП «Водоканал», мясокомбината, бытовой мусор на берегах Песчанской балки и стоялую заводь между Береговой улицей и улицей Александра Невского.

## Галерея
|                                      |                                                   |                         |  |
| ярко выраженный склон в начале улицы | вид с улицы на многоэтажный дом (ул. Дружбы, 199) | пустынный участок улицы |  |